# 罗比·布雷迪
羅拔·布雷迪（英語：Robert Brady；1992年1月14日—）是一名愛爾蘭足球運動員，司職翼鋒，現效力於英冠球會普雷斯顿，亦是愛爾蘭國家隊成員之一。

## 生平

### 球會
早年及曼聯青年隊
布雷迪在都柏林北部巴尔多伊尔（Baldoyle）出生，就讀於波拜爾斯科爾尼賽恩中學（Pobalscoil Neasáin），是校隊贏得全愛爾蘭16歲以下錦標賽的功臣之一。當布雷迪效力圣凯文男童队（St. Kevin's Boys）時被曼聯的球探相中，在2008年1月於他渡過16歲生日後隨即加入曼聯青訓學院；於1月19日首次為U18青年隊上陣出戰利物浦。兩個月後他首次代表預備隊上陣以3-1戰勝紐卡素。
2008年7月布雷迪簽約成為曼聯青訓學院獎學金球員，往後兩季一直是U18青年隊的主力成員，亦有間中為預備隊上陣。2010/11年球季布雷迪獲正式提升上預備隊，更於2010年10月26日一場主場擊敗狼隊的英格蘭聯賽盃第四圈賽事中，獲派成為一隊的板凳球員。2012年9月26日布雷迪終於首次為一隊上陣，在英格蘭聯賽盃第三圈主場2-1淘汰紐卡素，在86分鐘後補入替。
外借侯城
2011年7月19日曼聯將布雷迪借用到英冠球會侯城汲取經驗，初步為期至12月31日。他於2011年8月5日新球季揭幕戰主場KC球場0-1負於黑池處子上陣；而在8月27日主場1-0擊敗雷丁射入奠勝球兼加盟「老虎隊」（Tigers）後首個入球。11月29日作客1-2負於修咸頓，布雷迪下半場後補上陣10多分鐘，便因嚴重犯規被球證直接出示紅牌驅逐離場。2012年1月5日侯城延長布雷迪的借用期至球季結束。1月21日作客米底捷斯基球場對雷丁，布雷迪再次攻破的大門，1-0小勝而回，協助侯城同季內雙殺對手。3月10日主場2-2賽和葉士域治，布雷迪為侯城先拔頭籌。總結整季為侯城在各項賽事上陣43場及射入3球。
2012年11月5日侯城再次向曼聯借用布雷迪，初步為期1個月，翌日隨即在對狼隊入替（Liam Rosenior）後備登場。12月5日於上陣6場後，侯城延長借用期至2013年1月2日。
12月8日作客2-1擊敗屈福特，布雷迪憑禁區外的自由球直接射入，取得回歸侯城後的首球。
侯城
2013年1月8日，曼聯宣佈布雷迪正式轉投英冠侯城並簽約三年半，轉會費未有透露。2013年8月24日，布理迪對诺里奇城時射入一粒十二碼。

### 國家隊
布雷迪於2010年9月3日首次代表愛爾蘭U21作客盧加諾對瑞士U21。2011年8月9日對奧地利U21的友誼賽布雷迪梅開二度，包辦已隊兩個入球以2-1擊敗對手；他亦在2013年歐青錦標賽外圍賽分別對匈牙利U21和列支敦士登U21的賽事取得入球。由於為國家隊效力的出色表現，於2012年2月26日他獲選「愛爾蘭U21國家隊年度最佳球員」。
2012年9月6日愛爾蘭U21作客1-2負於匈牙利U21而無緣出線，但布雷迪憑十二碼射入的一球使他累計取得7個入球，成為愛爾蘭U21歷來入球最多的球員。數天後，徵召布雷迪加入大國腳行列預備對阿曼的友誼賽，布雷迪獲派正選上陣，除交出兩次助攻外，更在這場國家隊處子戰射入1球，協助愛爾蘭大勝4-1。

## 私人生活
布雷迪的幼弟加利夫（Gareth）效力愛爾蘭超級足球聯賽球會敦達克，亦是愛爾蘭U17的小國腳。

## 外部連結
- Robbie Brady profile at ManUtd.com
- 足球数据库：羅比·布雷迪的球员统计数据